# إليزابيث مكينتوش
إليزابيث مكينتوش هي رسامة كندية، ولدت في 1967.